# بيير جيرارد (رسام)
بيير جيرارد (بالفرنسية: Pierre Girard)‏ هو رسام فرنسي، ولد في 1806 في باريس في فرنسا، وتوفي بنفس المكان في 30 يوليو 1872.